# Dinko Dermendžiev
Dinko Cvetkov Dermendžiev (in bulgaro Динко Цветков Дерменджиев?; Filippopoli, 2 giugno 1941 – Filippopoli, 1º maggio 2019) è stato un allenatore di calcio e calciatore bulgaro, di ruolo centrocampista.

## Carriera

### Club
Durante la sua carriera ha giocato solo con Trakia Plovdiv e Maritsa Plovdiv.

### Nazionale
Con la Nazionale bulgara Dermendžiev ha ottenuto 58 presenze e 19 reti.

## Palmarès

### Giocatore

#### Competizioni nazionali
- Campionato bulgaro: 1

Botev Plovdiv: 1966-1967
- Coppa di Bulgaria: 1

Botev Plovdiv: 1962

#### Competizioni internazionali
- Coppa dei Balcani per club: 1

Botev Plovdiv: 1972

### Allenatore

#### Competizioni nazionali
- Coppa di Bulgaria: 1

Botev Plovdiv: 1981